# Passerano Marmorito
Passerano Marmorito (Passeiran in piemontese) è un comune italiano di 454 abitanti della provincia di Asti in Piemonte.

## Storia
Come altre terre del Basso Monferrato, il territorio che costituisce l'odierno comune di Passerano Marmorito fu nell'antichità abitato da popolazioni liguri e successivamente soggetto alla dominazione romana. Nei secoli IX e X, potenti gruppi di stirpe franca, discesi in Piemonte con Carlo Magno, si insediarono in luoghi poco distanti da Passerano, ma le notizie relative a questo periodo sono alquanto incerte. L'origine del nome di Passerano, attestato sin dal 1001 come Passerianus, è probabilmente un prediale, cioè una denominazione riferita a un podere, a un fundus posseduto da una ricca famiglia del tempo, ottenuta aggiungendo al nome di persona Passerius il suffisso -anus.
Nei diplomi imperiali il luogo compare una prima volta nel 1164, quando Federico Barbarossa, che con la seconda discesa nella penisola era riuscito ad imporsi sui comuni dell'Italia settentrionale, assegnò con il decreto di Belfort i territori di Passerano, Schierano e Primeglio (e molti altri appartenenti alla contea di Cocconato) al marchese Guglielmo V del Monferrato. Fra il XII ed il XIII secolo, Oberto ed il figlio Manfredo sono i signori locali, in qualche modo collegati con il Marchese di Monferrato.
La loro supremazia sul villaggio durò fino alla metà del secolo XII, quando, nel 1186, grazie all'intervento dell'imperatore Enrico VI, i territori di Capriglio, Marmorito, Primeglio, Schierano (e altri) passarono sotto il controllo della potente famiglia dei conti di Cocconato. I conti di Cocconato formarono un consortile, detto dei Radicati. Con l'inizio del XIII secolo, Passerano venne aggregato come feudo al dominio dei conti Radicati (intorno al 1277). Nel 1369 Carlo IV di Boemia sottomise la contea nuovamente al marchesato del Monferrato (in quel periodo guidato dalla famiglia dei Paleologhi) suscitando la reazione dei Radicati che, rivolgendosi ai Visconti, signori di Milano, ottennero il ripristino della situazione precedente. Nel 1458 il consortile, che all'epoca contava ben quaranta signori, ottenne la totale autonomia.
Nel 1503 l'imperatore Massimiliano sottomise i conti di Cocconato a suo genero Filiberto II di Savoia: ne scaturì una complessa vicenda diplomatica che ebbe termine quando l'imperatore Carlo V ristabilì gli antichi privilegi. Nel 1500 la contea fu teatro di alcuni scontri da collocare all'interno della guerra tra Francia e Spagna per il predominio sul continente: nel 1526 il territorio fu occupato dalle truppe imperiali guidate da Fabrizio Maramaldo e il castello di Passerano fu posto sotto assedio. L'assedio fu tolto soltanto in seguito all'intermediazione della marchesa Vittoria Colonna, vedova del luogotenente di Carlo V Fernando Francesco d'Avalos. Lo stesso Carlo V, con un diploma del 1530, ristabilì l'antica autonomia della contea dei Radicati, che ottennero anche il privilegio di battere moneta in oro e argento.
Alla zecca di Passerano lavoravano abili contraffattori delle più importanti zecche di Torino e Milano: si imitavano talleri tedeschi, pignatelle francesi, monete venete e lombarde. Nel 1550 gli spagnoli, nell'ambito delle guerre d'Italia del XVI secolo, occuparono e fortificarono il castello di Passerano; l'anno seguente il maresciallo di Francia Carlo I di Cossé, conte di Brissac, ostacolato nella sua campagna anti imperiale dalla resistenza opposta da Passerano, espugnò il castello e dopo la resa della guarnigione spagnola fece saltare le fortificazioni che lo cingevano. Nel 1586 i conti Radicati si sottomisero al duca di Savoia Carlo Emanuele I. La zecca, dal canto suo, continuò la sua attività fino al 1598, anno in cui il privilegio di battere moneta fu revocato dal duca di Savoia a causa della continua coniazione di monete false. Dal XVII secolo l'intero territorio si trovò in balia dei conflitti di successione per il marchesato del Monferrato e il ducato di Mantova a esso unito (1614-15, 1627-30).
Gli scontri tra gli eserciti imperiali e spagnoli contro quello francese devastarono lo stesso castello di Passerano e portarono a una riduzione dei territori della Contea. Le trattative di pace si conclusero con l'accordo di Cherasco del 1631, con cui Mantova e il Monferrato restarono all'erede Gonzaga-Nevers, mentre i duchi di Savoia ottennero un ampliamento del proprio controllo sulle terre della campagna piemontese. Dopo la caduta dello stato sabaudo in seguito all'avanzata napoleonica, Passerano si ritrovò a far parte del Dipartimento del Tanaro, il quale era stato suddiviso in tre arrondissement: Acqui, Alba ed Asti. Caduto il regime napoleonico nel 1814, i territori del Piemonte tornarono sotto il controllo dei Savoia, rientrati col nuovo sovrano Vittorio Emanuele I.

### Simboli
Lo stemma e il gonfalone sono stati concessi con decreto del presidente della Repubblica del 19 settembre 1996.
Stemma
Lo stemma comunale si rifà al blasone dei Radicati, feudatari del paese, che portavano uno scudo inquartato: al 1° e 4° di nero, all'aquila d'oro, coronata dello stesso; al 2° e 3° d'argento, al castagno sradicato al naturale.
Gonfalone

## Monumenti e luoghi d'interesse

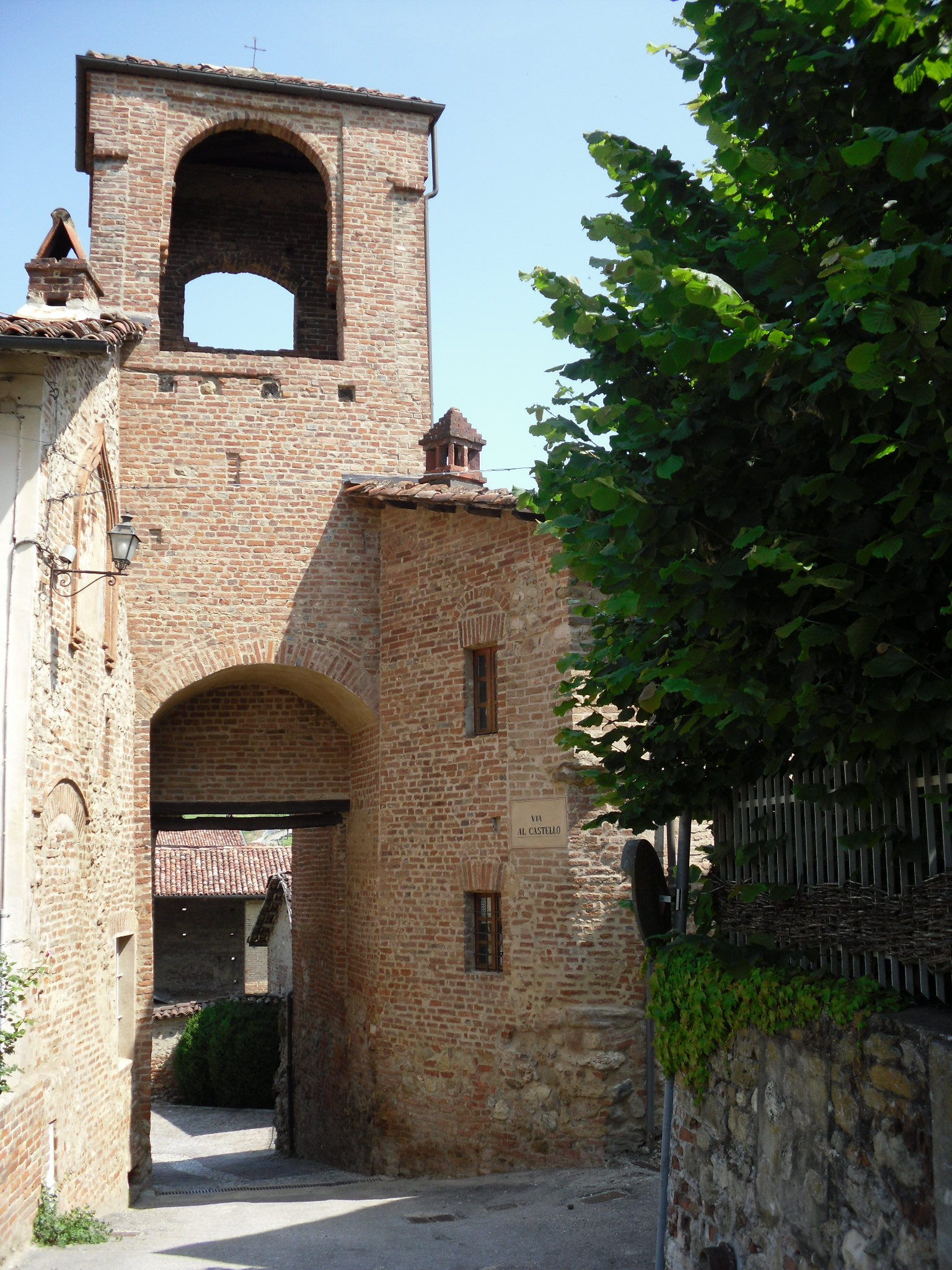
Ingresso al recinto del castello

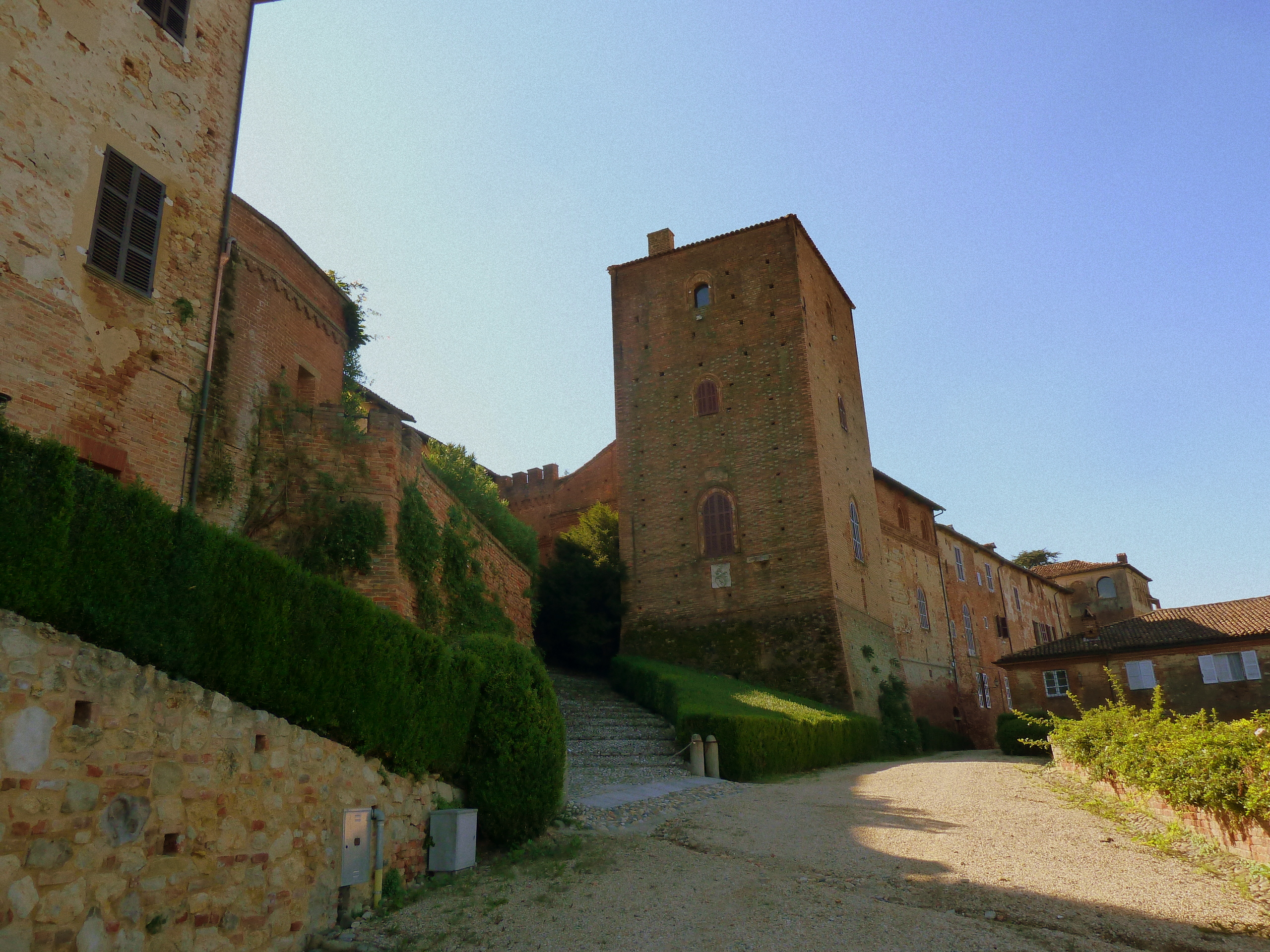
Castello di Passerano

### Castello di Passerano
Si eleva imponente sull'abitato con la sua struttura irregolare e le sue dimensioni notevoli. La sua costruzione attuale fu edificata nel Trecento ed ampliata nei tre secoli successivi, ma la sua origine si attesta all'Alto Medioevo. Nel 1550 fu occupato dagli Spagnoli e da loro fortificato, nell'anno seguente fu attaccato ed espugnato dal maresciallo francese Brissac. Nel 1617 il castello fu nuovamente devastato e soltanto nella metà del secolo Alessandro Radicati si accinse a restaurare l'antico maniero. Fu edificata la parte a sud-ovest e, successivamente, a nord della costruzione principale, che si era trasformata in una fabbrica, difesa da torrioni e bertesche, si costruì la cosiddetta "palazzina del conte Adamo", un edificio minore ornato da quattro torrette laterali. Nell'Ottocento il castello fu restaurato e conservato sino ad oggi senza sostanziali alterazioni. Attraverso la porta medievale, che sorge a destra della zecca, si entra nel recinto, da dove è possibile ammirare la chiesa gentilizia in cotto e l'ampio portale d'accesso all'edificio. Le due parti più antiche sono collegate da un'ala costruita nel XVII secolo: la parte posta a nord si distingue per due torricelle (un tempo ve ne erano quattro) situate agli angoli, mentre la parte a sud racchiude una torre quadrata e presenta una parete esterna con un ricco fregio e finestre ad arco acuto. L'interno del castello presenta stucchi ed arredamenti conservati con cura scrupolosa. Di particolare interesse risultano le sale del piano superiore, alle quali si accede attraverso un'imponente scala ornata da due capitelli in arenaria del primo gotico raffiguranti i segni dello zodiaco. La sala principale è arricchita da un soffitto a cassettoni, firmato da un certo Torta di Grana nel 1484, finemente intagliato, le cui decorazioni, a colori vivaci, rappresentano gli stemmi di molte nobili casate. Ai piani inferiori è possibile visitare la ricca biblioteca e gli appartamenti del conte Giovanni Battista Radicati. Nella stanza della torre, infine, sono raccolti cimeli del musicista tedesco Robert Schumann, ivi portati da Julie Schumann (1845-1872), terza figlia di Robert e Clara, la quale soggiornò in questo castello avendo sposato a Lichtental, presso Baden-Baden, il 22 settembre 1868, il conte Vittorio Amedeo Radicati di Marmorito.

### Castello di Primeglio
Circondato da un rigoglioso parco (attualmente parzialmente in abbandono), in una suggestiva posizione, si presenta oggi con caratteristiche mutate rispetto all'antico maniero. Tali mutamenti sono da attribuirsi alla ricostruzione ad opera dei Radicati, dopo l'attacco delle truppe francesi del 1598, e a successivi e massicci interventi di ristrutturazione, il più significativo del quale avvenuto a fine Ottocento. A lato della costruzione principale si può ancora individuare i resti delle antiche mura medievali corredate di una feritoia.

### Castello di Schierano
Del castello di Schierano non rimane oggi che la grande torre quadrata in pietra adibita a campanile della chiesa di San Grato.

### Castello di Marmorito

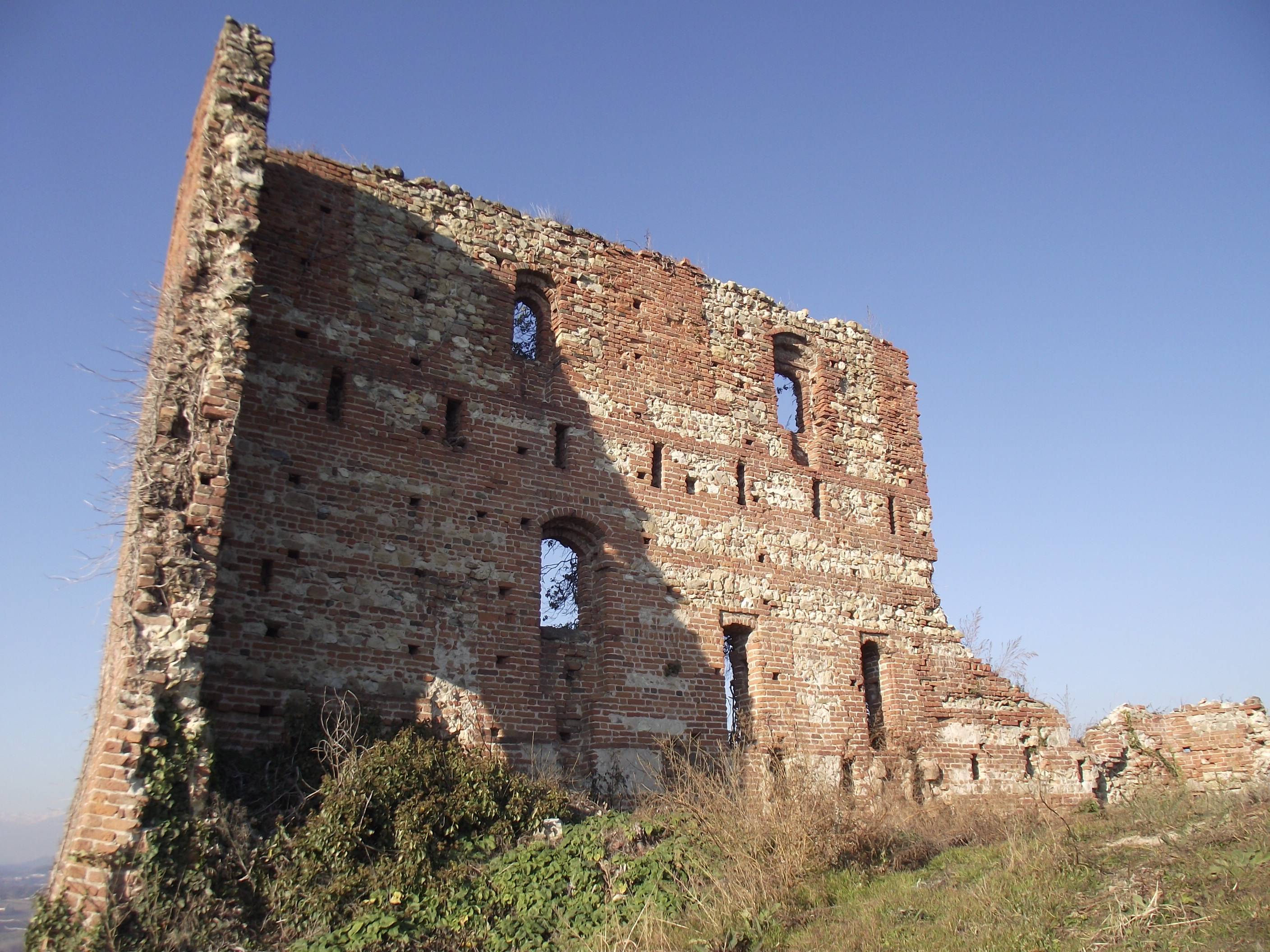
I ruderi del castello di Marmorito

Nei secoli più volte depredato e saccheggiato ad oggi non rimangono che brandelli di muro. Al castello di Marmorito è legata un'antica leggenda che vede un signore dei Radicati innamorato di una giovane vercellese. Il conte fece rapire la fanciulla e la portò al castello; imprevedibilmente la ragazza ricambiò l'interesse verso il Radicati, ma il vescovo di Vercelli assaltò il castello e, trovandolo vuoto, lo incendiò. I due amanti, insieme al personale del castello, erano fuggiti attraverso un sotterraneo che sbucava a Passerano.

### Zecca

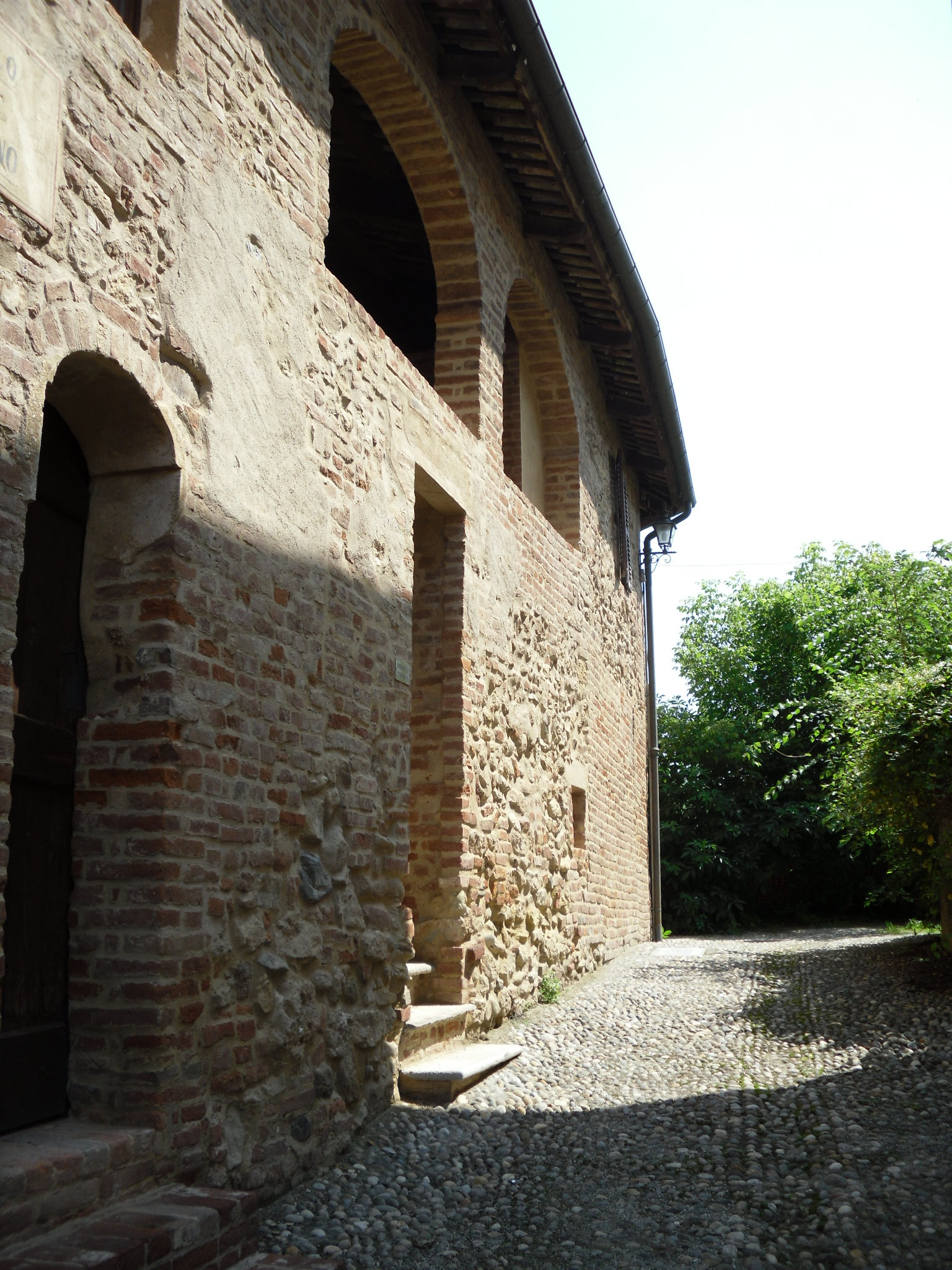
La zecca

Nel 1526 l'imperatore Carlo V sanciva I'autonomia dei Radicati nella loro contea e concedeva I'ulteriore privilegio di battere moneta in oro e argento, concessione che fu pienamente realizzata soltanto quando termino lo stato di guerra. Le prime monete furono emesse a partire dal 1589 dalla zecca di Passerano, edificio ancora esistente, ubicato alla sinistra della porta d'ingresso del recinto del castello. Uno dei primi maestri di zecca a Passerano era stato Tommaso Roglia, di Torino, che aveva preso in appalto, oltre alla zecca di Passerano, altre zecche del Monferrato. Le lettere "T R" iniziali di Tommaso Roglia appaiono su diverse monete battute a Passerano. Nella zecca di Passerano vennero soprattutto contraffatte monete delle grandi zecche; venivano infatti coniate monete di bassissima lega, cosicché la zecca ne ricavava grosse somme. Oltre alle monete locali, si imitavano in bassa lega monete lombarde, venete, svizzere, tedesche e francesi. La zecca continuò la sua attività sino al 1598, anno in cui il privilegio fu revocato dal duca di Savoia, poiché si continuava a coniare monete contraffatte. L'edificio, abilmente restaurato, è ora adibito a biblioteca e sala per i matrimoni di rito civile.

### Parrocchiale dei Santi Pietro e Paolo.

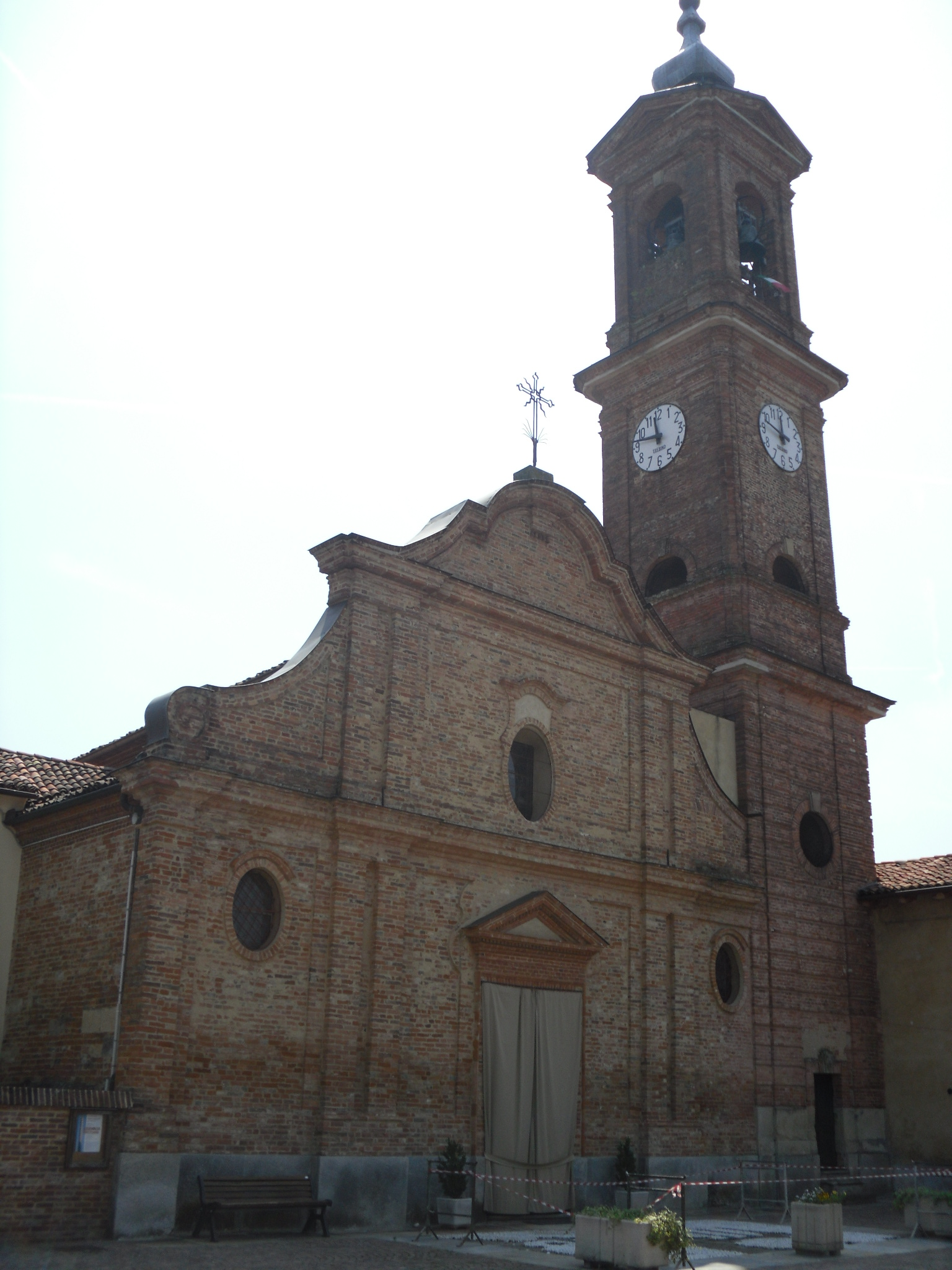
La chiesa dei Santi Pietro e Paolo

D'impronta tardobarocca, presenta una semplice facciata in mattoni a vista con un gradevole coronamento curvilineo e un bel campanile, anch'esso in cotto, in linea con la facciata medesima. All'interno le decorazioni sono semplici, nei toni dell'azzurro, rosa e bianco. La chiesa è composta da tre navate, una centrale e due laterali ed è illuminata con luce naturale che filtra da finestre ovoidali finemente disegnate.

### Chiese di San Grato e San Sebastiano a Schierano

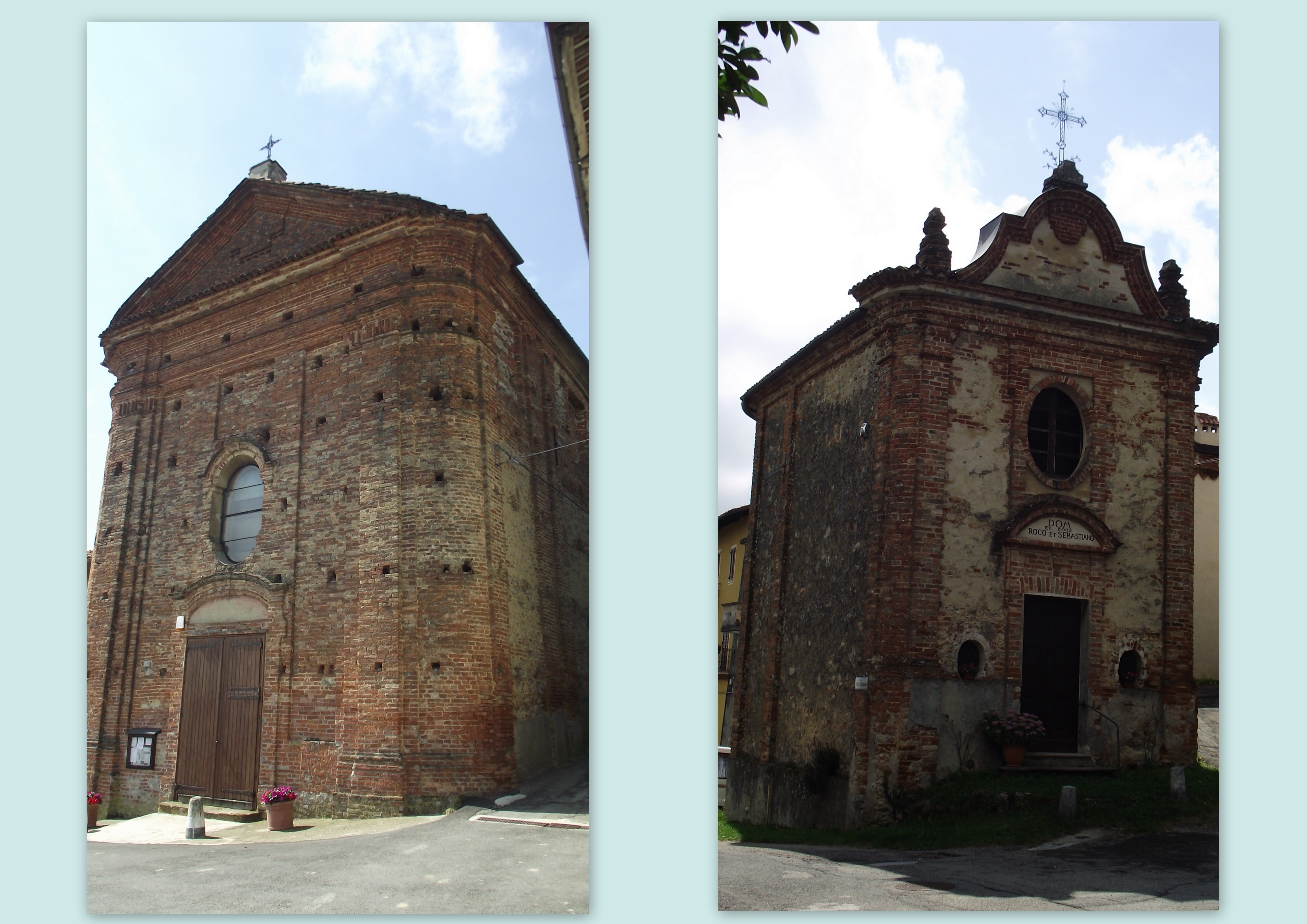
San Grato (sinistra) e San Sebastiano (destra)

Entrambe in stile barocco e prive di campanile (la medievale torre del perduto castello è adibita a torre campanaria di San Grato), San Grato rappresenta la chiesa principale, mentre San Sebastiano, poco distante dalla precedente, era un tempo sede di una confraternita.

### Chiesa di San Lorenzo a Primeglio

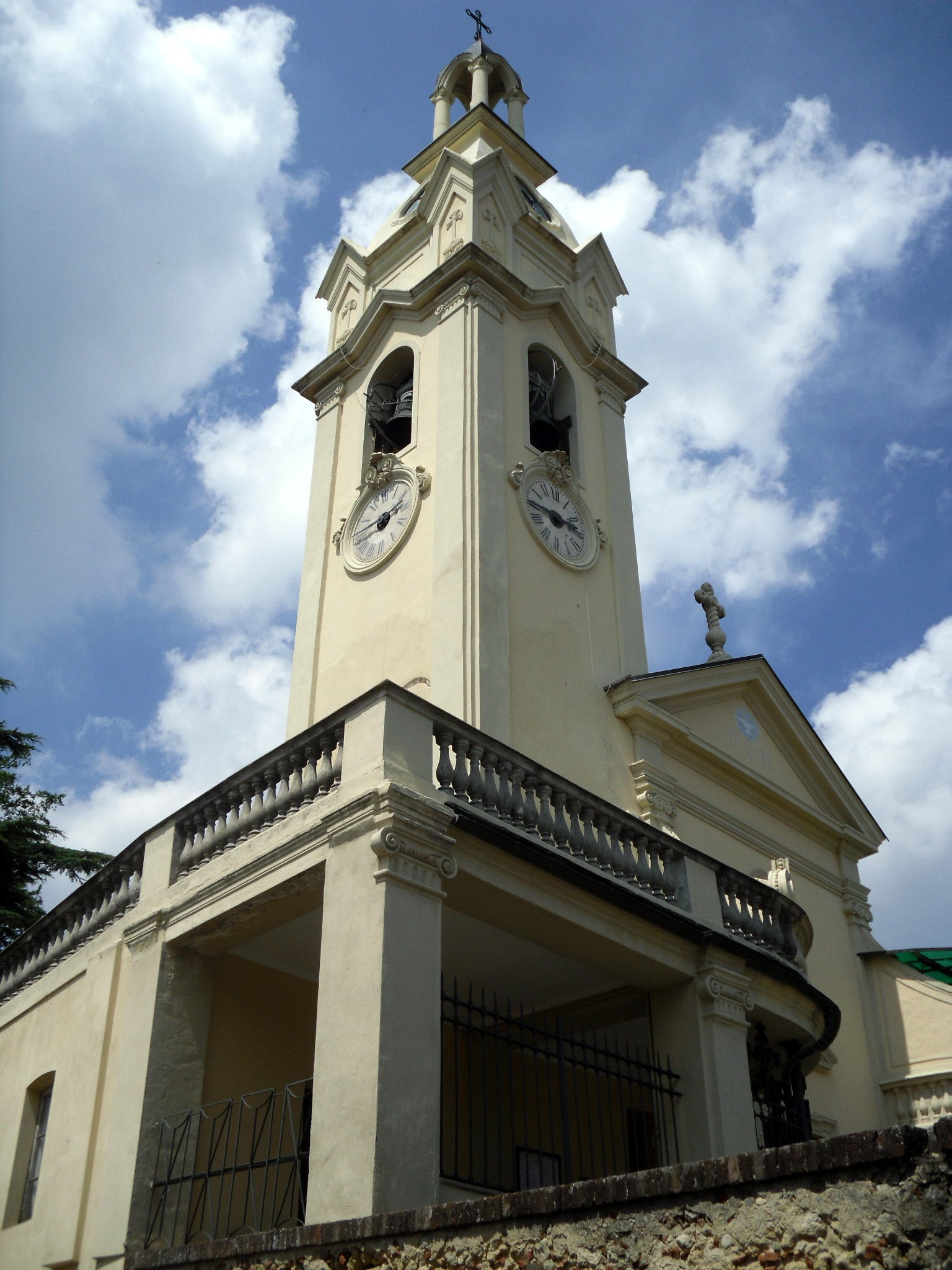
Chiesa di San Lorenzo

Risalente al XVII secolo, si presenta ad una navata centrale con arcate laterali; al centro della facciata si erge la statua del protettore "San Lorenzo". Di fianco si eleva il campanile, in origine romanico, innalzato e rimaneggiato all'inizio del Novecento da parte dei parrocchiani che, prestando la loro opera, contribuirono pure alla costruzione della canonica, del loggiato della chiesa e all'erezione, al centro della piazzetta, della statua di Maria Ausiliatrice. La chiesa, sulla parte retrostante, è collegata, mediante un ponte ad arco romano, al castello in modo da consentire, ai nobili del tempo, l'accesso diretto alla chiesa stessa.
Nella vallata che divide Primeglio da Passerano, in località "Monasté", si ergeva un tempo il piccolo monastero dedicato a San Michele. La storia di questo edificio è antica. Nell'elenco delle proprietà delle Chiesa della fine del secolo XIII, ma non più in quelli successivi, si trova un «prioratus de Primelio», di cui viene indicata la dipendenza dal «monasterium sancti Januarii», ossia dall'abbazia di San Genuario di Lucedio. Il priorato è da identificarsi con la chiesa di San Michele di Primeglio («ecclesia sancti Michaelis extra et prope locum Primelij que vocatur Ecclesia Monasterii») che risulta ancora esistente all'inizio del secolo XVII (visita pastorale del 1606), ma diroccata («diruta») e apparentemente non più legata all'abbazia di Lucedio. La dedicazione a San Michele rimanda a un'origine sicuramente anteriore al secolo XII, quando per l'abbazia madre il titolo aggiunto di San Genuario cominciò a prevalere su quello primitivo, appunto, di San Michele. Ora è ridotta ad un rudere di cui rimane pressoché intatta la parte più antica (l'abside romanico in pietra) e necessiterebbe di una rivalutazione, data l'importanza del sito. Sul lato destro si possono ancora notare i resti di una tomba, quella della marchesa Benedetta d'Ovando y Pereyra che, al tempo, fece restaurare la chiesa, destinandovi il proprio sacello. L'altare, recuperato, è stato collocato nella chiesa de "La Madonnina".

### Chiesa dell'Immacolata Concezione a Marmorito

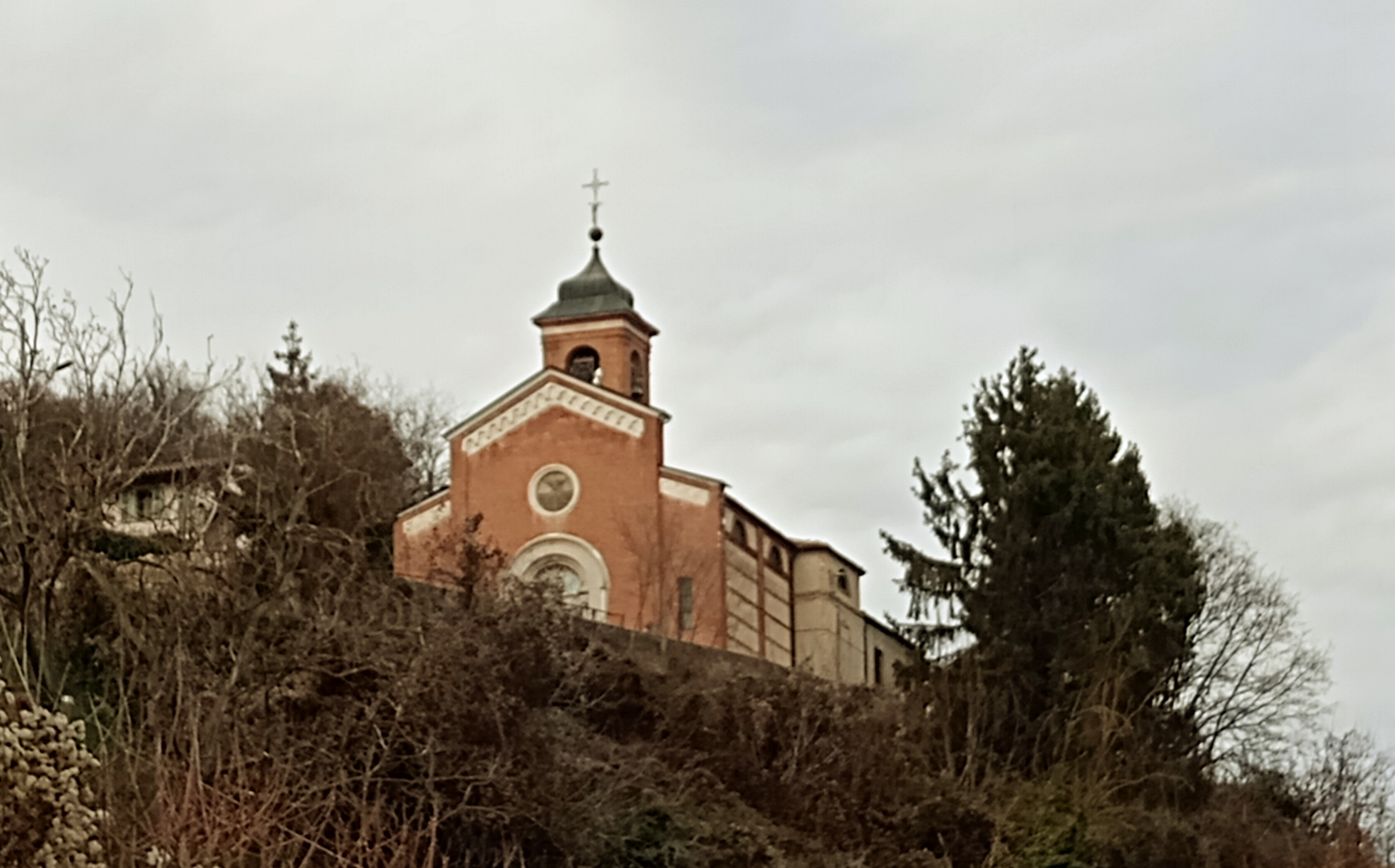
Chiesa dell'Immacolata Concezione

La chiesa dell'Immacolata Concezione, in frazione Marmorito, attualmente è una chiesa sussidiaria della parrocchia dei Santi Pietro e Paolo,, ma in passato fu sede di una parrocchia a sé stante. Sorge isolata rispetto agli altri edifici della frazione, poco distante dalla cima della collina che ospita le rovine del castello. Di antica origine, nel 1891 venne sopraelevato il campanile, che si trova posteriormente all'edificio, a sinistra guardando la facciata. Anche il resto della chiesa venne profondamente modificato nel 1904. È a pianta rettangolare e con abside semicircolare. Internamente è suddivisa in quattro campate ed ai lati sono presenti alcune cappelle.

## Società

### Evoluzione demografica
Abitanti censiti

## Cultura

### Passerano Marmorito nella cultura di massa
Passerano divenne famoso nei primi anni Ottanta grazie a Giorgio Faletti che, interpretando il personaggio di Carlino nel programma televisivo Drive In, declamava la frase "io sono di Passerano Marmorito, il paese è piccolo… la gente mormora!".

## Amministrazione
Di seguito è presentata una tabella relativa alle amministrazioni che si sono succedute in questo comune.
| Periodo        | Periodo        | Primo cittadino  | Partito                            | Carica  | Note   |
| -------------- | -------------- | ---------------- | ---------------------------------- | ------- | ------ |
| 6 giugno 1985  | 10 giugno 1990 | Enrico Massaia   | -                                  | Sindaco | [ 11 ] |
| 10 giugno 1990 | 24 aprile 1995 | Tommaso Cerrato  | Democrazia Cristiana               | Sindaco | [ 11 ] |
| 24 aprile 1995 | 14 giugno 1999 | Franco Matta     | centro                             | Sindaco | [ 11 ] |
| 14 giugno 1999 | 14 giugno 2004 | Franco Matta     | lista civica                       | Sindaco | [ 11 ] |
| 14 giugno 2004 | 8 giugno 2009  | Flavio Bertello  | lista civica                       | Sindaco | [ 11 ] |
| 8 giugno 2009  | 26 maggio 2014 | Silvana Bruna    | lista civica                       | Sindaco | [ 11 ] |
| 26 maggio 2014 | 27 maggio 2019 | Davide Massaglia | lista civica Insieme per Passerano | Sindaco | [ 11 ] |
| 27 maggio 2019 | in carica      | Davide Massaglia | lista civica Insieme per Passerano | Sindaco | [ 11 ] |

### Gemellaggi
Dal 2011 è gemellato con il comune francese di Beauvoisin, nella Drôme (Provenza).